# 梶山修
梶山 修（かじやま おさむ、1961年1月8日 - ）は、日本のフリーアナウンサー、気象予報士。ジョイスタッフ所属。
新潟県出身。立教大学社会学部を卒業後、長崎文化放送 (NCC) に入社。同局のアナウンサーを務めた後、フリーアナウンサーへ転向。以後は、関東地方のテレビ番組・ラジオ番組を中心に活動している。

## 出演

### テレビ番組
- バッハプラザ[2]（テレビ埼玉） - 司会
- スポーツ中継 - 実況
- おはよう!ナイスデイ（フジテレビ） - 生コマーシャル担当
- ザ・ワイド（日本テレビ） - リポーター

### テレビドラマ
- 日曜劇場 官僚たちの夏 第1話（2009年7月5日、TBS） - 「ニュースパーク」キャスター 役

### ラジオ番組
- TOKYO FM NEWS（TOKYO FM）
- ニュース（J-WAVE）
- やまだひさしのラジアンリミテッド（TOKYO FM） - 「アンビリ・タイムス」担当

## 関連人物

### 気象予報士の資格を持つ新潟県出身の有名人
- 饒村曜 - 新潟市出身の気象庁→ウェザーマップ所属の気象予報士。
- 田辺令吉 - 新潟市生まれ、神奈川県相模原市育ちの元南日本放送アナウンサー、現フリーアナウンサー。
- 清水秀一 - 西蒲原郡分水町（現在の燕市）出身のウェザーニューズ→北海道テレビ放送所属の気象予報士。
- 猪熊隆之 - 村上市生まれ、神奈川県平塚市育ちの気象予報士。
- 西宮七海 - 歌手、タレント。
- 木花牧雄 - 長岡市出身の日本放送協会アナウンサー。